# Axel Thiess
Axel Holger Thiess (17. maj 1860 i Diernæs – 25. marts 1926 i København) var en dansk tegner.
Theiss var søn af skolelærer Hans Frederik Henrik Thiess (1811-1872) og Anna Caroline født Liebe, adopteret Fich (1821-1902). Efter at have tegnet en tid på den tekniske skole i Odense kom han til København som lærling på Frederik Hendriksen xylografiske Institut; elev af Kunstakademiet var han 1876-80. Thiess har aldrig deltaget i de større udstillinger, og hans virksomhed har udelukkende været viet illustrationskunsten. Mest er det den periodiskepresse, der har nydt godt af hans frodige talent; de fleste af hans lystige tegninger er offentliggjorte i vittighedsbladene Punch, Puk og Klods-Hans samt i det årlig udkommende nytårshæfte Blæksprutten; en mindre del af dem foreligger i form af særlig udgivne suiter. Thiess’ frembringelser vidne om opfindsomhed og let hånd og bæres af et lune, der i reglen mere giver sig udtryk i uskyldige pudserligheder end som skarp satire.
Den 15. marts 1923 sad Axel Thiess i en kupé på 2. klasse med Svendborg fabrikanten Hans Christian Vilhelm Berg (f. 15. september 1878 i Svendborg) i toget mellem Korsør og København (Vestbanen). Thiess udtalte senere til politet at Berg var i oprevet sindstilstand og efterlod sin taske og frakke. Da toget ankom til København fandtes Berg ikke på toget, og en eftersøgning blev sat iværksat. Berg´s stærkt lemlæstede lig blev samme dag fundet på jernebanen mellem Roskilde og Hedehusene. Det er uklart om der var tale om en ulykke eller selvmord, men Thiess hældede mod sidstnævnte mulighed. Fabrikant Berg efterlod sig hustru og fire børn i Svendborg. Han var søn af købmand i Svendborg Gustav Rudolph Berg (1843-1906) og hustru Camilla Rosalia f. Kjeldsen (1844-1922).